# Округ Банска Бистрица
Округ Банска Бистрица (слч. Okres Banská Bystrica) округ је у Банскобистричком крају, у Словачкој Републици. Административно средиште округа је град Банска Бистрица.

## Географија
Налази се у сјеверном дијелу Банскобистричког краја.
Граничи:
- на сјеверу је Жилински крај,
- источно Округ Брезно,
- западно Округ Жјар над Хроном,
- јужно Округ Звољен.

Клима је умјерено континентална.

## Становништво
| Година:    | 1994.   | 2004.   | 2014.   | 2024.   |
| ---------- | ------- | ------- | ------- | ------- |
| Број људи: | 112 520 | 111 419 | 111 018 | 106 604 |
| Разлика:   |         | -0,97 % | -0,35 % | -3,97 % |

| Година:    | 2023.   | 2024.   |
| ---------- | ------- | ------- |
| Број људи: | 107 199 | 106 604 |
| Разлика:   |         | -0,55 % |

Према подацима о броју становника из 2011. године округ је имао 111.180 становника. Словаци чине 86,44% становништва.
| Етнички састав (2011)‍ | Етнички састав (2011)‍ | Етнички састав (2011)‍ | Етнички састав (2011)‍ | Етнички састав (2011)‍ |
| --------------------- | --------------------- | --------------------- | --------------------- | --------------------- |
|                       |                       |                       |                       |                       |
| Словаци               | Словаци               |                       | 0                     | 86,44%                |
| Чеси                  | Чеси                  |                       | 0                     | 0,73%                 |
| Роми                  | Роми                  |                       | 0                     | 0,53%                 |
| остали, непознато     | остали, непознато     |                       | 0                     | 12,3%                 |

## Насеља
У округу се налази један град и 41 насељено мјесто.